# Solana de les Feixes
La Solana de les Feixes és una solana del terme municipal de Conca de Dalt, a l'antic terme d'Hortoneda de la Conca, al Pallars Jussà, en territori que havia estat de l'antic poble de Perauba.
Es troba a llevant d'Hortoneda, a ponent de la Casa de les Feixes. És a la dreta de la llau de Sant Pere, a migdia de l'Obaga del Portal.